# 野中千恵子
野中 千恵子（のなか ちえこ、1938年 - ）は、日本の翻訳家。
1961年、東京外国語大学英米科卒業。

## 翻訳
- 『世界不思議物語』（N・ブランデル、岡達子共訳、社会思想社、現代教養文庫） 1988.3
- 『世界怪奇実話集』（N・ブランデル, R・ボア、岡達子共訳、社会思想社、現代教養文庫、ワールド・グレーティスト・シリーズ） 1988.11
- 『世界を騒がせたスパイたち』（N・ブランデル, R・ボア、社会思想社、現代教養文庫） 1990.4
- 『復讐の女神の裁き』（J・A・ジャンス、社会思想社、現代教養文庫） 1991.7
- 『推定殺人』（ギリアン・リンスコット、社会思想社、現代教養文庫） 1992.3
- 『左ききの名画』（ロジャー・オームロッド、社会思想社、現代教養文庫） 1993.3
- 『兄の殺人者』（D・M・ディヴァイン、社会思想社、現代教養文庫） 1994.1、のち創元推理文庫
- 『五番目のコード』（D・M・ディヴァイン、社会思想社、現代教養文庫） 1994.9、のち創元推理文庫
- 『ロイストン事件』（D・M・ディヴァイン、社会思想社、現代教養文庫） 1995.5
- 『こわされた少年』（D・M・ディヴァイン、社会思想社、現代教養文庫） 1996.4
- 『ペンギンは知っていた』（スチュアート・パーマー、新樹社） 1999.6
- 『「愛する能力」を高めるための12の方法。』（シュムリー・ボテアック、主婦と生活社） 2002.4